# Stadion an der Kinderlehre
Le Stadion an der Kinderlehre, est un stade de football allemand situé dans la ville d'Enkenbach-Alsenborn, en Rhénanie-Palatinat.
Le stade, doté de 13 000 places et inauguré en 1932, sert d'enceinte à domicile à l'équipe de football du SV Alsenborn.

## Histoire
Sur le lieu actuel du stade figurait autrefois une prairie marécageuse sillonnée de fossés d'irrigation. Situé dans la périphérie nord d'Alsenborn, le stade ouvre ses portes en 1932 (le nom de Kinderlehre vient d'un ancien nom de domaine). Il dispose à l'époque de 8 000 places, puis est augmenté à 10 000 places en 1965.
Jusqu'à la rénovation de l'installation, il y avait environ 300 places couvertes dans la tribune principale, démolie en 2018 et 2019 et remplacée par une tribune moderne,.